# St. Georg (Bedernau)

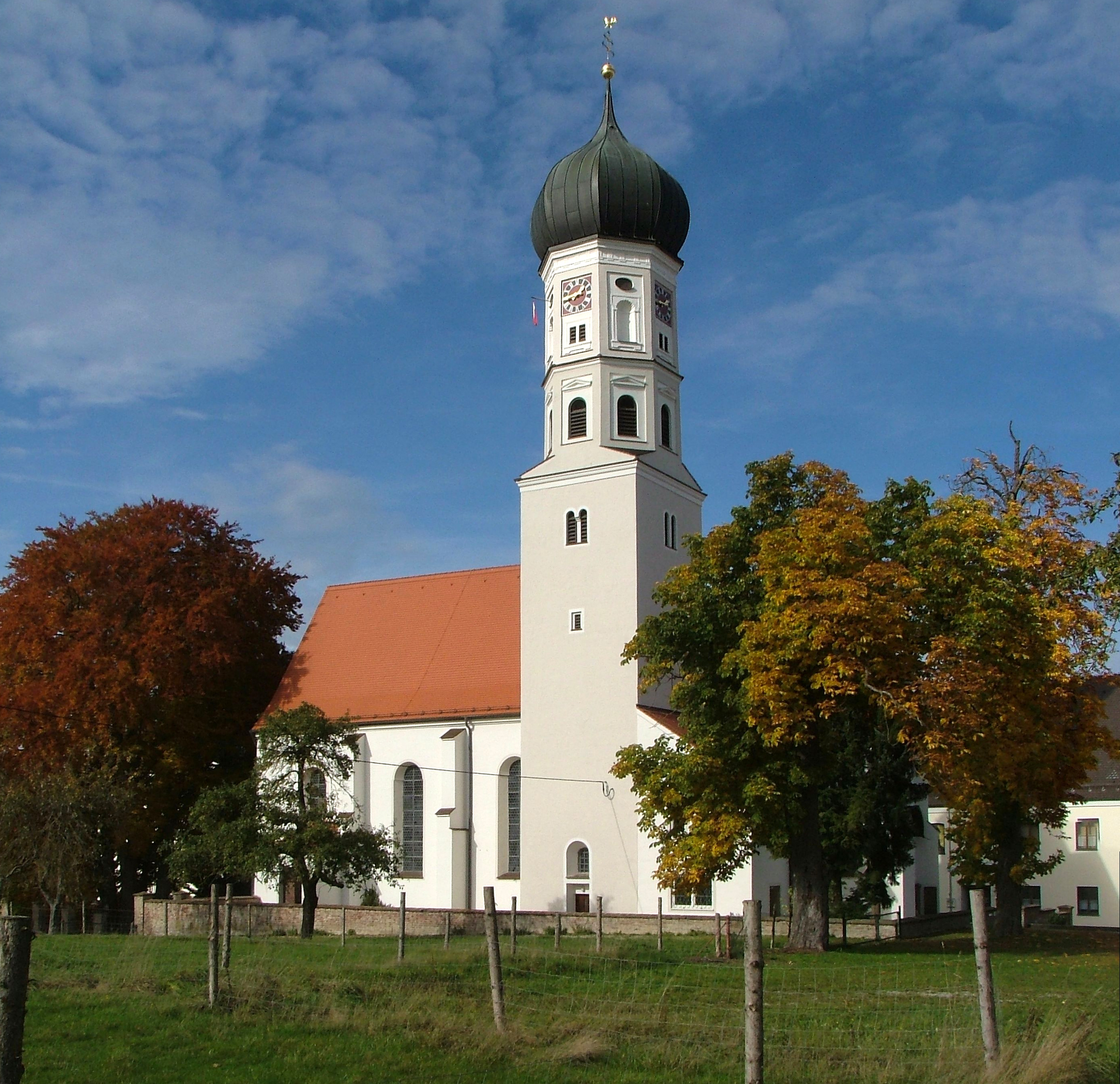
Pfarrkirche Bedernau

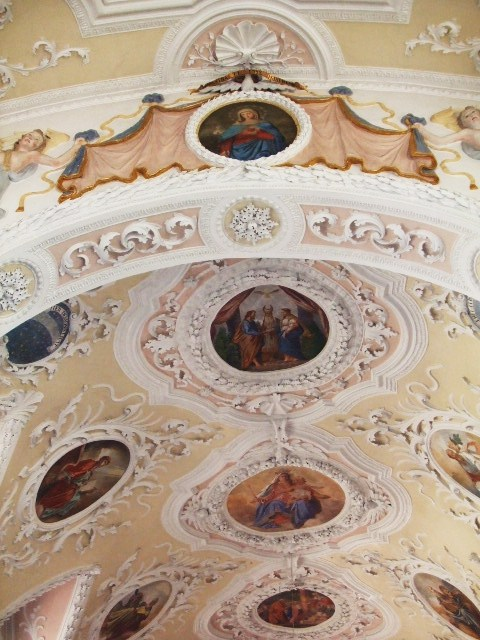
Blick zur Decke des Chors

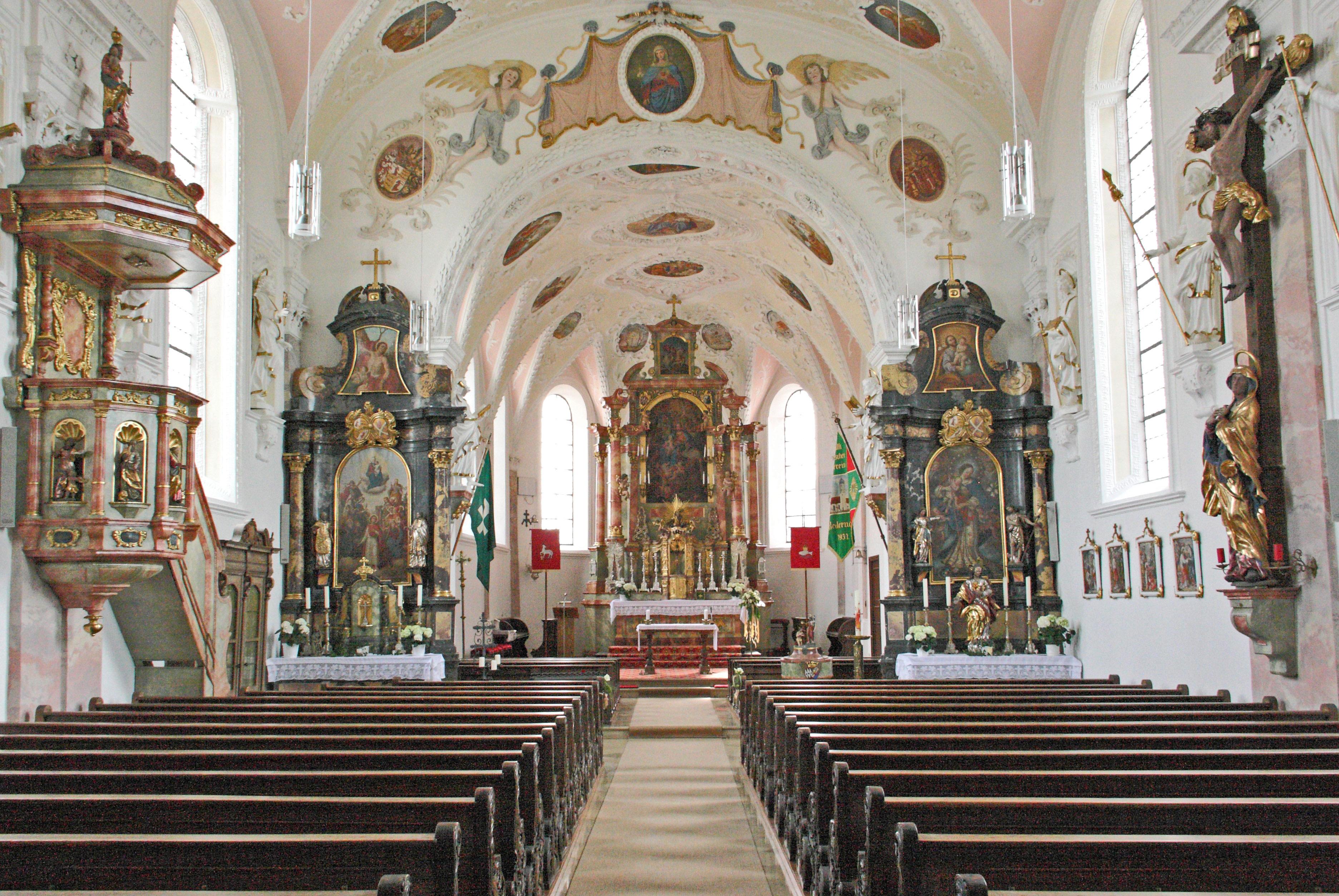
Innenansicht

St. Georg ist eine katholische Pfarrkirche in Bedernau, einem Ortsteil der Gemeinde Breitenbrunn im Landkreis Unterallgäu in Bayern.

## Geschichte
Der Ort und mit ihm auch eine erste Kirche entstand vermutlich in der ausgedehnten Rodungsperiode des 11./12. Jahrhunderts. Der Patron St. Georg kann als Ritterheiliger auf eine vorhandene Burg (an der Stelle des heutigen Schlosses) hinweisen. Schon der Historiker Friedrich Zoepfl vermutete als erste Kirche eine Burgkapelle. In den Urkunden erschien Bedernau zuerst mit einem welfischen Ministerialen „Heinricus de Bedernowe“ im Jahr 1160. Der Tradition nach soll die Kapelle zu Bedernau im Jahr 1167 von Abt Isengrim von Ottobeuren Reliquien erhalten haben. An die Überlassung von Reliquien der heiligen Ursula und ihrer Gefährtinnen aus Köln war die Bedingung geknüpft, jährlich einen Bittgang nach Ottobeuren zu halten, was noch im 17. und 18. Jahrhundert bezeugt wurde.

### 13. Jahrhundert
Um 1250 bestand bereits unter den Welfen die Pfarrei. Seit 1250 sind die Mindelberger Eigentümer der Ortschaft Bedernau. Schwigger von Mindelberg stiftete 1250 ein Wilhelmitenkloster, dem er zwei Jahre später die Kirche übereignete. 1263 übersiedelte das Kloster als Augustiner-Eremiten-Konvent nach Mindelheim.
Laut Heinrich Habel stammen die drei Turmuntergeschosse aus der zweiten Hälfte des 12. oder der ersten Hälfte des 13. Jahrhunderts. Innen am Aufgang zum Turm befinden sich drei kreisrunde Medaillons mit Darstellungen der klugen und törichten Jungfrauen. Sie zierten einst den Chorbogen der spätromanischen Chorturmkirche mit dem jetzigen Turmerdgeschoss als Chorraum (Altarraum). Die drei kreisrunden Felder mit Brustbildern lampentragender und mit kronenartigem Kopfschmuck versehener Frauen sind flächig und ohne Binnenzeichnung gemalt. Bei einer Jungfrau ist die Lampe, die in Art einer Vase dargestellt ist, deutlich zu sehen: Sie ist aufrecht dargestellt, aber ohne Flamme. Aufgrund der aufrechten Darstellung der Lampe neigt Heinrich Habel zur Deutung als „kluge Jungfrau“ nach dem bei Matthäus überlieferten Gleichnis Jesu von den fünf klugen und fünf törichten Jungfrauen (Matthäus 25,1–13 ).
Die Farbpalette der Bedernauer Bilder ist einfach: reichlich Rötel, sparsamer gelber Ocker und wohl ein Kupferoxyd-Grün. Eingeordnet wird sie in die Zeit von 1250 bis 1400. Die Medaillons zeigen sich an der Innenseite des mittelalterlichen Chorbogens, soweit sie sich heute noch in einem Drittel der ursprünglichen Breite darbietet. Der Erhaltungszustand ist durchschnittlich. Die bei der Antragung eines späteren Putzes eingeschlagenen Vertiefungen (Putzkerben) überziehen in grobem Raster die Bilder. Ebenso zeigen sich Salzausblühungen, da der heute zugemauerte Chorbogen sich in der Westseite des Turmes befindet, die der Witterung stärker ausgesetzt ist. Im Jahr 1709 wurde das spätromanische oder frühgotische Chorgewölbe abgeschlagen und durch eine Holzdecke ersetzt. Das Chorgewölbe dürfte ebenfalls bemalt gewesen sein. Die Bilder am ehemaligen Chorbogen gehören mit zu den ältesten im Landkreis Unterallgäu.
Westlich an den Turm schloss sich das Langhaus der mittelalterlichen Kirche an. Dieses wurde wohl in der zweiten Hälfte des 15. Jahrhunderts abgerissen und der Chorbogen zugemauert. Nördlich anschließend wurde eine neue, größere Kirche in spätgotischem Stil erbaut und der frühere Altarraum im Turmerdgeschoss wurde zur Sakristei.

### 17. Jahrhundert

#### Friedhof
1651 stellte eine Visitation fest, dass der Pestfriedhof weder „eingefangen“ noch umzäunt sei. Der Generalvikar beauftragte den Pfarrer, für die Einfriedung zu sorgen. Trotz herrschaftlichem Befehl sträubte sich aber die Gemeinde, die Einfriedung auf sich zu nehmen, und wollte sie „dem Heiligen“, also der Pfarrei, zuschieben. Der Generalvikar ließ daraufhin der Gemeinde erklären: Wenn die Gemeinde dieser ihrer Verpflichtung nicht nachkomme, dürfe bei einer zukünftigen Seuche niemand mehr auf dem Pestfriedhof begraben werden, alle müssten dann auf den Pfarrfriedhof kommen. Ebenso wurde beanstandet, dass das „Unschuldige Häuslein“, ein eingezäunter und überdachter Begräbnisplatz für die ungetauft verstorbenen Kinder, keine eigene Türe habe, es werde einfach ein Brett der Umzäunung herausgenommen. Auf dem Friedhof gibt es auch ein „Seelhaus“, ein Beinhaus (Ossuarium) für die beim Grabmachen herauskommenden Knochen.

#### Kirchenfest
1668 erfolgte die Gründung und bischöfliche Bestätigung der Skapulierbruderschaft. Sie zählte 1676 bereits über 1000 Mitglieder. Zur Bruderschaft wurden, so 1696, auch Naturalien geopfert; Butter, Schmalz und Hühner, die dann verkauft wurden. Die Bruderschaft hielt allmonatlich eine Prozession ab, bei der mit besonderer Bewilligung des Ordinariates (erteilt am 23. Februar 1681) das Allerheiligste mitgetragen werden durfte. Mit ausnehmender Feierlichkeit wurde im 17./18. Jahrhundert das Bruderschaftsfest begangen. Aus Weißenhorn wurden Kapuziner eingeladen. Zu dem großen Umgang, der dabei veranstaltet wurde, waren Trompeter, Pauker, Musikanten aufgeboten, ab und zu von Pfaffenhausen und Mindelheim; auch wurden Figuren mitgetragen. Auch „gekleidete Personen“, d. h. kostümierte Darsteller eines Heiligen oder einer Allegorie gingen mit, die Ausstattungsstücke wurden von Kirchhaslach entlehnt. Auf Kosten der Bruderschaft wurde beim großen Umgang auch Brot ausgeteilt.

#### Umbauten und Reparaturen
Laut Kirchenchronik erfolgten im 17. Jahrhundert weitere Reparaturen und Umbauten an der Kirche:
- 1653 wurde der Kreuzaltar (am Eingang zum Altarraum) abgebrochen.
- Um 1670 wird man den achteckigen Turmoberbau mit einer holzschindelgedeckten Zwiebel verfertigt haben.
- 1672 das Sakramentshaus an der Chorwand entfernt und der Tabernakel auf den Hochaltar verlegt. Um 1680 entstand die Kanzel.
- 1699 Reparaturen für 9 Gulden an der Orgel durch den Orgelmacher von Angelberg, d. i. Johann Guggemoser von Tussenhausen.

### 18. Jahrhundert
Die Heiligenrechnungen bezeugen für das späte 17. und das 18. Jahrhundert ein sehr reges kirchliches Leben. Das leitete sich zu einem guten Teil her von der muggenthalischen Herrschaft, die selbst sehr kirchlich gesinnt war. In der Kirche befanden sich mehrere Opferstöcke.
- 1728 z. B. ein Georgsstock bei der Kirchentüre,
- ein Stock Unserer Lieben Frau (in medio templi),
- ein Antoni- und ein Vierzehnothelferstock.
- 1722 wird auch ein Anna- und ein Sebastiansstock erwähnt.

1700 entstand ein neues Kirchenpflaster. Der gotische Bau wurde ab 1709 barockisiert und zuerst der Chor, ab 1710 das Langhaus durch den Stuckateur Michael Stiller von Ettringen erneuert. Der nicht genannte Maler wurde für die Emblemata an der Decke entlohnt. Die Embleme blieben unter Übermalungen erhalten und sind 1952 z. T. wieder freigelegt worden. Sie versuchen Bilder aus der Natur theologisch zu deuten mittels symbolischer Darstellungen und lateinischer Sinnsprüche (im Chor marianische Embleme, z. B. Lilium inter spinas: Lilie zwischen Dornen; Ex spinis sine spina: Aus Dornen ohne Dorn; interessant auch Darstellung eines Paradiesgartens mit „ausgesperrter“ Schlange: Hortus conclusus: Abgeschlossener Garten; oder beim Chorbogen: Sternenhimmel mit Milchstraße: Iter demonstrat: (Das Ziel) zeigender Weg).
Von 1711 bis 1719 erscheinen in den Rechnungen Zahlungen an den Türkheimer Bildhauer Michael Seitz für die Apostelfiguren. 1714 wurde der Turm neu mit Schindeln gedeckt. 1717 wurde mit dem Stuckmeister Benedikt Zöpf ein Vertrag über 400 Gulden für die Lieferung von drei Stuckmarmoraltären abgeschlossen.
Im Jahr 1719 fasste der Maler Franz Anton Hörmann von Pfaffenhausen den Rahmen des St. Georgs-Bildes. 1721 stiftete Graf Christoph Franz von Muggenthal (1682–1742) Kloster und Kirche in Baumgärtle. Ein Jahr später wurden die Altäre von Weihbischof Johann Jakob von Mayr geweiht (wie auch die Kapelle in Baumgärtle). 1727 lieferte der Maler von Kettershausen ein Fahnenblatt, das Jahr darauf wurde von Parlier Andre Mayr eine Steintreppe beim Aufgang zur Kirche angelegt.
1732 lieferte Augustin Simnacher von Tussenhausen eine neue Orgel, 1734 erfolgte die Erneuerung des Dachstuhls (Zimmermeister Urban Deininger von Bedernau, Parlier Andreas Mayr). 1736 Ausbesserung des Hochaltargemäldes durch den Maler Anton Germiller von Mindelheim (spätere Kopie im Turm). Im gleichen Jahr erhielt Maler Joseph Söldenhorn von Pfaffenhausen, der 17 Jahre lang unentgeltlich die Farben für die Glaskugeln am Heiligen Grab geliefert hatte, als Entschädigung zwei Gulden.
Am 22. Juli 1738 begann die Weihe der neu erbauten Wallfahrtskirche in Baumgärtle. Im gleichen Jahr hatte Joseph Anton Schneider, Maler von Loppenhausen, die Vortragsstangen mit den Schnitzbildern (Simon Stock, Urständ Christi, St. Johannes, Theresia, Unsere Liebe Frau mit dem Jesuskind) neu gefasst. Des Weiteren fertigten die beiden Schreiner Hans Bernbacher von Bedernau und Anton Moßberger von Loppenhausen ein neues Kommuniongitter und neue Beichtstühle.
Am 22. März 1746 starb der 1674 geborene Graf Christoph Franz von Muggenthal, sein und seiner dritten Gemahlin († 3. März 1760) Epitaph an der Chorwand hinter dem Hochaltar jetzt durch neubarocken Beichtstuhl verdeckt. 1763 kaufte der bayerische Kurfürst Max III. Joseph das Gut Bedernau und ließ dieses durch den Hofzahlmeister Kretz in den folgenden Jahren umbauen. 1767 wurde der Pfarrer Franz Anton Versal von den herrschaftlichen Beamten wegen seines vorbildlichen Eifers für das Gotteshaus und das Kirchenvermögen besonders gelobt. Namentlich durch ihn sei auch die Kirche mit schönen Messgewändern versehen worden, von welchen sich aber keines in unsere Zeit erhalten hat.
Am 28. Juni 1782 übergab der bayerische Kurfürst Karl Theodor die Herrschaft Bedernau an den Geheimen Staatsrat und Finanzreferendar Johann Sebastian Reichsfreiherrn von Castell.

### 19. Jahrhundert
Um 1800 entstand der klassizistische Taufstein mit der Figurengruppe der Taufe Christi. Auf einem Flurplan ist etwa an der Stelle des heutigen Friedhofs ein Malefikantenfriedhof eingetragen, in dem die auf dem nahen Galgenberg Hingerichteten begraben wurden. Im Jahr 1808 wurde der Friedhof von der Kirche weg verlegt, 1815 das Dach neu gedeckt, der Turm neu geschindelt, der Schießer (Giebel) im Westen abgetragen und neu aufgemauert. Im Zuge des Abbaus der feudalen Ordnung gingen der Herrschaft alte Rechte verloren: 1809 wurde ihr der Blutbann entzogen, 1813 der Galgen trotz Einspruchs des bedernauischen Pflegamtes vom Rentamt Mindelheim versteigert.
1822 wurde die Wallfahrtskirche auf Abbruch versteigert, ebenso die Einrichtung. Die Kanzel gelangte nach Erkheim, der Hochaltar über Umwege nach Deisenhausen. Es kamen die prachtvoll gerahmten Gemälde (um 1750) heiliger Franziskaner in die Pfarrkirche (hängen an der Chorsüdwand); ebenso die Monstranz und vermutlich auch ein Seitenaltar, der als Hochaltar aufgestellt wurde.
Am 11. Oktober 1867 erhielt der  Historienmaler Joseph Kober aus Göggingen 400 Gulden für sieben Deckenfresken im Langhaus. Sie zeigen Szenen aus dem Marienleben, die Propheten und die vier abendländischen Kirchenlehrer Hieronymus, Augustinus, Gregorius und Ambrosius; letztere nach Vorlagen von Johann Schraudolph gemalt, die Originale befanden sich ursprünglich im Speyrer Dom und wurden 1959/60 zerstört.
1882 erfolgte der Neubau der Wallfahrtskirche in Baumgärtle. Ein Foto zeigt 1885 die Südseite, noch ohne angebaute Sakristei, und den eingerüsteten Turm mit einer Sonnenuhr über dem untersten Südfenster. 1890 wurde der Chor und der Hochaltar restauriert, dessen Fassung dann als zu dunkel kritisiert wurde, die sich aber an die Seitenaltäre anglich. Bei der Renovierung 1952 wurde dann die heutige, hellere Fassung in Hellgrün und Rosatönen aufgebracht. In einem Zeitungsartikel von 1890 ist von „Restauration des Chores und Herstellung des prachtvollen Altars“ die Rede. Maler der Altarbilder war Joseph Stehle, Krumbach. Er kopierte das barocke Altarblatt der Übergabe des Skapuliers durch Maria an den Hl. Simon Stock.
Der Hochaltar setzt sich von unten aus dem Altartisch im Stil der Neorenaissance mit Darstellungen des Pelikan und des Phönix von 1890, dem neubarocken Tabernakel von 1952, den barocken Säulen und Pilastern (wohl von einem Seitenaltar der alten Wallfahrtskirche Baumgärtle), und als oberen Abschluss dem Auszug von 1890 mit dem Gemälde des Hl. Georg von Stehle zusammen. 1891 erfolgt der Neubau der später wieder abgerissenen südlichen Vorhalle mit Lourdes-Grotte und Ölberg unter dem Pfarrer Anton Mayr. Baumeister war Michel Stark aus Pfaffenhausen.

### 20. Jahrhundert
1902 erfolgte die Anlage eines Trottoirs aus Klinkerplatten der Achsenrieder Ziegelei um die Kirche, 1904 wurde neues Kirchenpflaster (schwarz-weiße Kunststeinplatten, wie noch im Turm sichtbar) eingesetzt. Neue Kirchenbänke unter Verwendung der alten Docken (Stuhlwangen), welche sehr gelungen ergänzt wurden; Gebrüder Ketterle, Altarbauer und Vergolder, Augsburg. Unter der Empore befinden sich Stuhlwangen der Zeit um 1730, die anderen sind einige Jahrzehnte älter. 1910 wurde der Kauf einer St. Franziskus-Statue aus St. Ulrich in Gröden getätigt.
1911 begann eine Außenrestaurierung durch Josef Notz aus Pfaffenhausen. Des Weiteren wurde eine Neuerstellung der inneren Chordeckenbilder durch Kirchenmaler Hans Kögl, Pasing, in neubarockem Stil (vier Evangelisten, Marienszenen) vorgenommen. Im Jahr 1914 wurde eine neue Orgel im alten Prospekt von Julius Schwarzbauer (Mindelheim) eingebaut. 1921 wurden vier neue Bronze-Glocken von Hamm in Augsburg bezogen; zwei alte Glocken wurden nach Baumgärtle gegeben.
1924 wurde ein neuer Beichtstuhl nach Entwurf und mit Schnitzereien von Saumweber (Günzburg) von Schreinermeister Emil Miller (Bedernau) hergestellt und an der nördlichen Chorwand aufgestellt; heute steht er hinter dem Hochaltar. Um 1932 erfolgte der Bau eines Pfarr- und Jugendheims im Pfarrgarten.
Im Jahr 1937 erfolgte die Entfernung der erst nach 1890 von der Glasmalerfirma Max Mittermaier in Lauingen gelieferten farbigen Kirchenfenster. Für Kriegszwecke wurden 1943 nach drei Glocken auch andere Metallgegenstände abgeliefert. 1949 ersetzten drei neue Glocken die zu Kriegszwecken abgelieferten Glocken. Die große zu Ehren des dreieinigen Gottes, die mittlere zu Ehren Mariens, die kleine zu Ehren St. Josephs. Sie sind bezeichnet: „Mich goß Meister Benjamin Grüninger Villingen – Neu Ulm 1949“. Eine vierte, kleine Glocke mit dem Bild des Hl. Georg ist beschriftet: „In teurer Zeit ward ich erkoren, zu künden, wer ihn (sic!) ihr geboren“ und „Gegossen von F. Hamm, Augsburg 1921“. Eine alte Glocke der Bedernauer Pfarrkirche hängt im Turm der Wallfahrtskirche Baumgärtle. Sie stammt aus dem Jahr 1652 und wurde von Leonhard Ernst d. J. in Memmingen gegossen.
In den Jahren 1952 und 1953 wurde eine Innenrestaurierung unter Pfarrer Karl Imhof durchgeführt:
- Neuer Tabernakel gefertigt von Hörmann, Altarbauer in Babenhausen, Restaurierung der Raumfassung (u. a. Abnahme von Vergoldungen am Stuck) und Figuren durch Fa. Haugg, Sontheim; Restaurierung der Seitenaltäre durch Stuckateur Schnitzer, Buching; durch denselben auch Neuanfertigung der zwei Stuckmarmorsäulen unter der Empore (vordem viereckige, hölzerne Tragpfeiler, wie heute noch unter der Orgelempore). Die Decke präsentiert nun weißen Stuck auf gelblichem Hintergrund.
- Neuer Kreuzweg von Hans Baumann, der alte (nach Führich gemalte) wurde dem Bonifatiusverein für die Diaspora verschenkt.
- Die großen Altarblätter der Seitenaltäre und des Hochaltars von Maler Stehle aus Unterbleichen/Krumbach (um 1890) werden entfernt. (im Turm)

1955 wurde der Dienst der Mesners durch den Einbau einer elektrischen Läuteanlage für die große und die mittlere Glocke durch die Firma Hoerz, Ulm, erleichtert. Im Februar 1958 wurde der Einbau einer elektrischen Kirchenheizung beendet. Es wurden 130 m Rohrheizkörper unter dem Gestühl der Frauen und Männer verlegt, ferner 30 m Flachheizkörper für die Kinderbänke im Chor. Die gesamte Anlage hat eine Leistung von 50.000 Watt und verbraucht demnach 50 kWh. Die Gesamtkosten beliefen sich auf 3720 DM; sie wurden durch eine Listensammlung von Haus zu Haus aufgebracht; pro Haushalt sollte durchschnittlich ein Betrag von 20 DM gespendet werden. Die Wärmeentwicklung der neuen Heizung war jedoch nicht befriedigend und es war im Winter immer noch bitterkalt in der Kirche. Vielleicht lag es an der mangelhaften Stromversorgung Bedernaus. Die bisherige Netzspannung von 120 V reichte bei den zahlreich verwendeten elektrischen Haushaltsgeräten und landwirtschaftlichen Maschinen nicht mehr aus. So sank zum Beispiel beim Einschalten der Kirchenheizung die elektrische Spannung von 220 V auf 190 V. So ist es nicht weiter verwunderlich, dass viele Bürger die schon seit einigen Jahren angekündigte Spannungsumstellung mit Sehnsucht erwarteten. Sie sollte eine Spannungshebung des Ortsnetzes auf 220 V und des Kraftstromnetzes auf 360 V bringen.
Bei der 1968 bis 1970 durchgeführten Innen- und Außenrenovierung wurden die Rückwand des Chorgestühls samt der Umrahmung der Tür zur Sakristei sowie die Chorschranken (Kommunionbank) entfernt. Zudem wurde ein Volksaltar mit Verwendung von barocken Balustern der Chorschranke von Baumgärtle angefertigt. Nach Abbruch des alten Pfarrhofes 1980 wurde der neue Pfarrhof mit einem Pfarrheim erbaut.
Bei der von 1984 bis 1986 durchgeführten Außen- und Innenrestaurierung unter Pfarrer P. Max Mandlmayer wurde eine neue Turmzwiebel aufgesetzt (ursprünglich mit Holzschindeln, dann mit Schiefer, nun mit Kupfer gedeckt).
Im heiligen Jahr 2000 wurden die unnötigen Holzpodeste des Ambos und Volksaltars entfernt und ein neuer Altarteppich und Tresor angeschafft. Am 2. Juni 2001 wurden die seit Jahrzehnten im Turm ausgelagerten Altarbilder wieder in den Hochaltar und den linken Seitenaltar eingesetzt.

## Orgeln

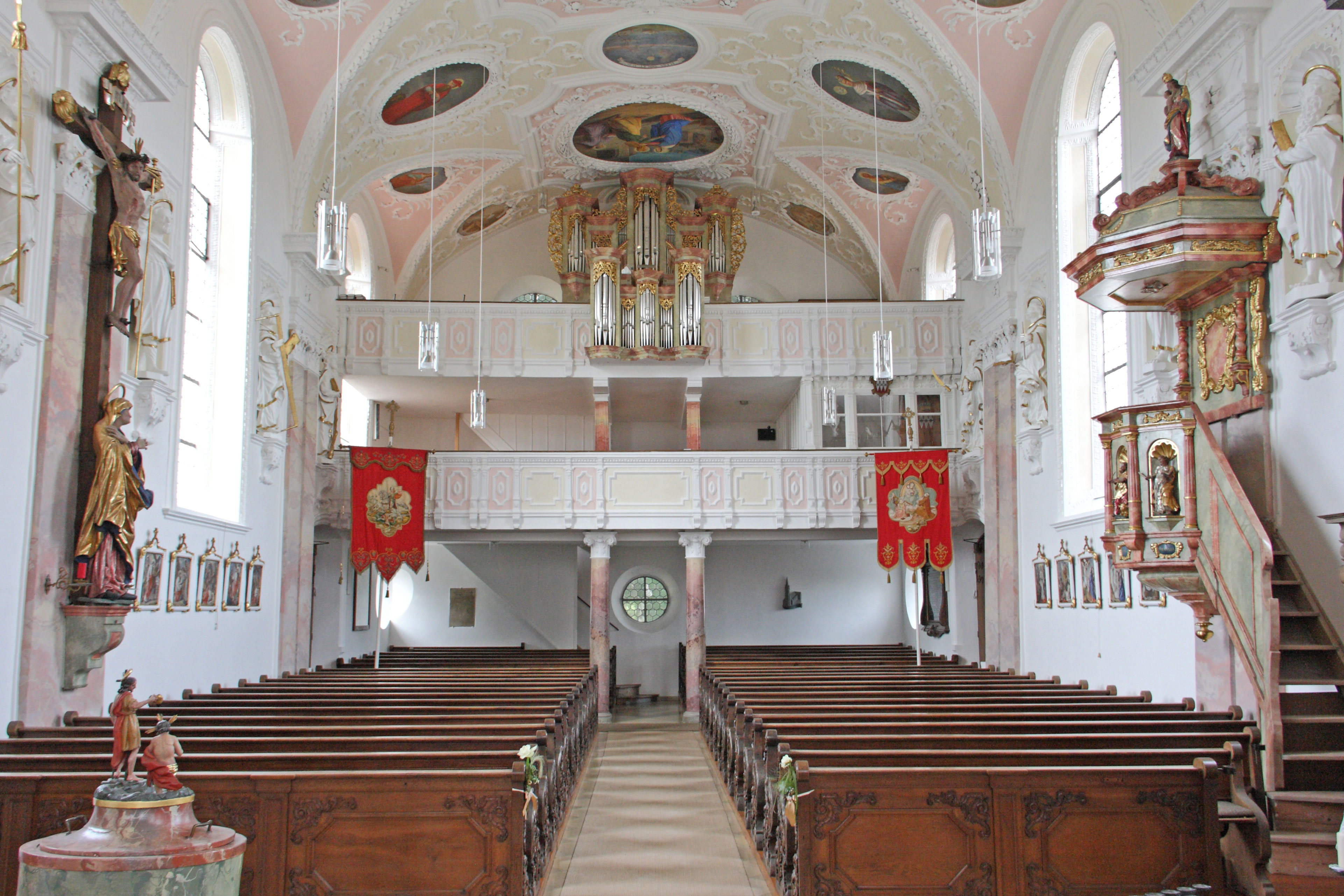
Blick auf die Empore mit Orgel (2015)

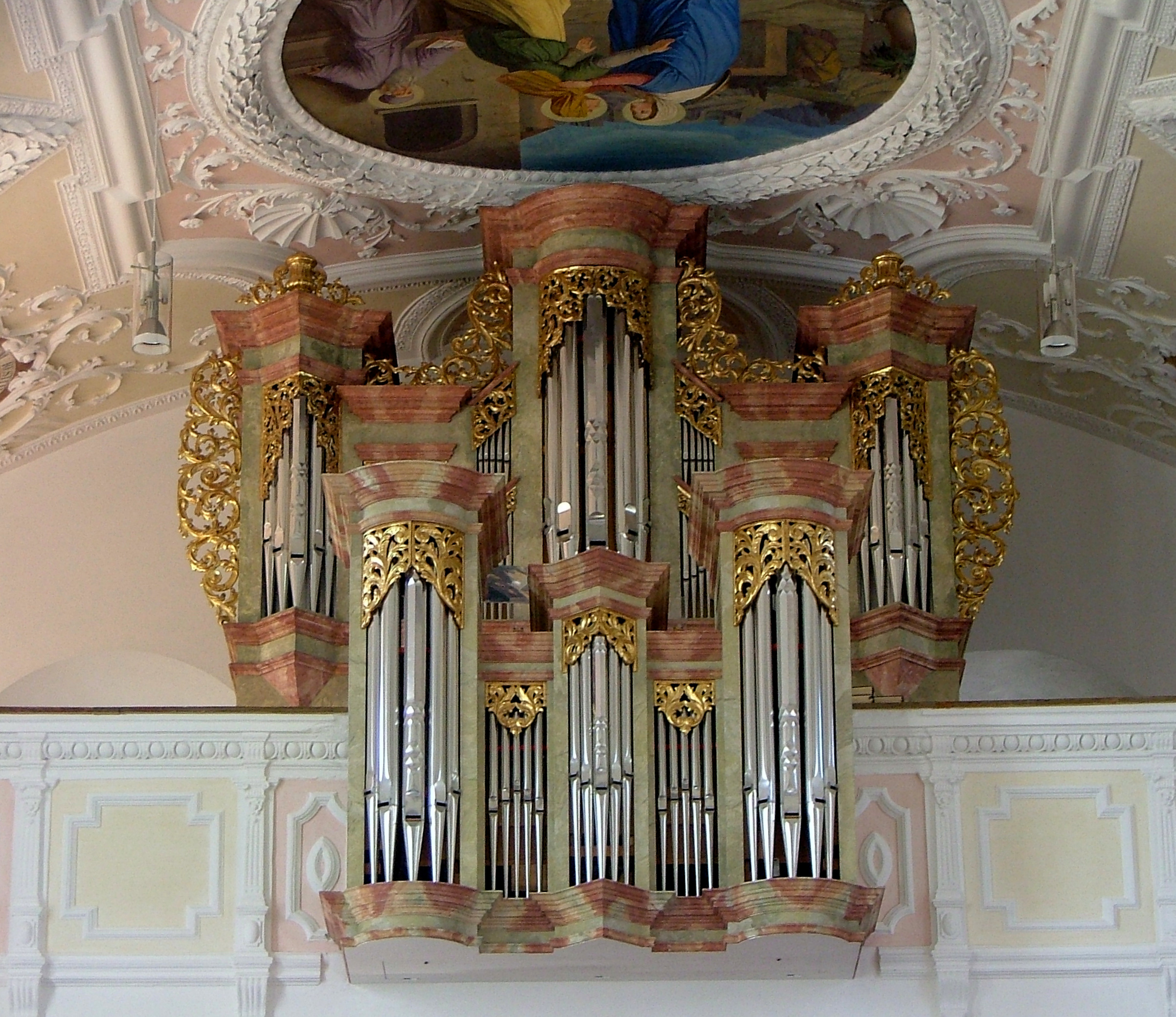
Die Orgel mit Rückpositiv

Die Existenz einer Orgel in St. Georg ist bereits für das Ende des 17. Jahrhunderts belegt; an ihr wurden im Jahr 1699 durch den „Orgelmacher von Angelberg“, d. i. Johann Guggemoos aus Tussenhausen, „Reparaturen für 9 Gulden“ durchgeführt. Sein Schwiegersohn und Werkstattnachfolger Augustin Simnacher lieferte 1732 ein neues Instrument. Im Jahr 1914 wurde von dem Mindelheimer Orgelbauer Julius Schwarzbauer eine neue Orgel im alten Prospekt eingebaut.
1988 wurde nochmals eine neue Orgel mit 22 Registern (verteilt auf Hauptwerk, Rückpositiv und Pedalwerk), mechanischer Spiel- und Registertraktur, Schleifwindladen und zwei Manualen eingebaut. Das Instrument wurde von Orgelbauer Gerhard Schmid aus Kaufbeuren gebaut. Der Prospekt wurde von der alten Orgel übernommen; das Rückpositiv an der Emporenbrüstung ist neu.